# 阿尔贝维尔区
阿尔贝维尔区（法語：Arrondissement de Albertville）是法国奥弗涅-罗讷-阿尔卑斯大区萨瓦省所辖的一个区。总面积2466平方公里，总人口111751，人口密度45人/平方公里（2017年）。主要城镇为阿尔贝维尔。

## 辖区
阿尔贝维尔区辖有5个县与69个市镇。